# Berlin-Mahlsdorf
Mahlsdorf is een stadsdeel van Berlijn, behorend tot het district Marzahn-Hellersdorf. 

## Ligging
Mahlsdorf ligt helemaal aan het oosten van de Berlijnse stadsgrenzen en grenst in het oosten aan de Brandenburgse gemeente Hoppegarten. In het westen grenst het aan Hellersdorf en Kaulsdorf en in het zuiden aan Köpenick.

## Geschiedenis
Zoals vele omliggende dorpen werd ook Mahlsdorf in het begin van de dertiende eeuw opgericht als straatdorp. In 1753 gaf koning Frederik II toestemming aan kolonisten uit Württemberg om zich hier te vestigen. Aan het begin van de 19de eeuw waren er nog maar 250 inwoners. In 1895 waren er 850 inwoners, maar na de opening van het station groeide het aantal explosief tot al 6118 in 1919. In 1911 kreeg de gemeente een eigen gemeentehuis, dat in de Tweede Wereldoorlog echter verwoest werd. In 1920 werd Mahlsdorf opgenomen in Groot-Berlijn en maakte deel uit van het district Lichtenberg. In 1979 werd het overgeheveld naar het nieuw gevormde distrit Marzahn en in 1986 opnieuw naar Hellersdorf. In 2001 werden Marzahn en Hellersdorf zelf verenigd. 

## Verkeer
Het station Mahlsdorf ligt aan de in 1867 geopende Preußische Ostbahn en werd op 1 september 1895 in gebruik genomen. Het wordt door de lijn S5 van de S-Bahn verbonden met de binnenstad. In 2017 werd er nog een derde perron geopend om de Regionalbahn lijn RB26 (Berlijn-Kostrzyn) te bedienen.
De tramlijnen 62 en 63 verbinden Mahlsdorf in zuidelijke richting met Köpenick. Verder zijn er ook meerdere buslijnen. 

## Sport
BSV Eintracht Mahlsdorf speelt aan de Sportplatz am Rosenhag en werd in 1897 opgericht. De club speelde van 2003 tot 2005 en van 2006 tot 2020 in de Berlin-Liga, de zesde hoogste klasse van Duitsland. 